# Deutscher Sportclub Arminia Bielefeld 1997-1998
Questa voce raccoglie le informazioni riguardanti il Deutscher Sportclub Arminia Bielefeld nelle competizioni ufficiali della stagione 1997-1998.

## Stagione
Nella stagione 1997-1998 l'Arminia Bielefeld, allenato da Ernst Middendorp, concluse il campionato di Bundesliga al 18º posto e retrocesse in 2. Bundesliga. In Coppa di Germania l'Arminia Bielefeld fu eliminato agli ottavi di finale dal Bayer Leverkusen.

## Rosa
| N. |                        | Ruolo | Calciatore                  |
| -- | ---------------------- | ----- | --------------------------- |
| 1  | Croazia (bandiera)     | P     | Zdenko Miletić              |
| 2  | Paesi Bassi (bandiera) | D     | Sonny Silooy                |
| 3  | Germania (bandiera)    | D     | Günther Schäfer             |
| 4  | Iran (bandiera)        | C     | Karim Bagheri               |
| 5  | Germania (bandiera)    | D     | Thomas Stratos              |
| 6  | Paesi Bassi (bandiera) | C     | Rob Maas                    |
| 7  | Germania (bandiera)    | C     | Silvio Meißner              |
| 8  | Germania (bandiera)    | C     | Jörg Reeb                   |
| 9  | Iran (bandiera)        | A     | Ali Daei                    |
| 10 | Germania (bandiera)    | C     | Matthias Breitkreutz        |
| 11 | Germania (bandiera)    | A     | Stefan Kuntz                |
| 12 | Germania (bandiera)    | C     | Ronald Maul                 |
| 13 | Italia (bandiera)      | A     | Giuseppe Reina (calciatore) |

| N. |                      | Ruolo | Calciatore        |
| -- | -------------------- | ----- | ----------------- |
| 14 | Germania (bandiera)  | C     | Heiko Gerber      |
| 15 | Germania (bandiera)  | C     | Jörg Bode         |
| 17 | Australia (bandiera) | D     | Hayden Foxe       |
| 18 | Germania (bandiera)  | C     | Michael Sternkopf |
| 19 | Bulgaria (bandiera)  | D     | Adalbert Zafirov  |
| 20 | Germania (bandiera)  | C     | Thomas von Heesen |
| 23 | Germania (bandiera)  | D     | Christian Alder   |
| 28 | Germania (bandiera)  | A     | Uwe Fuchs         |
| 30 | Germania (bandiera)  | C     | René Rydlewicz    |
| 31 | Germania (bandiera)  | P     | Frederik Gößling  |
| 35 | Germania (bandiera)  | D     | Karsten Bremke    |
| 36 | Germania (bandiera)  | P     | Georg Koch        |
|    | Germania (bandiera)  | D     | Johann Stenzel    |

## Organigramma societario
Area tecnica
- Allenatore: Ernst Middendorp
- Allenatore in seconda: Frank Geideck
- Preparatore dei portieri:
- Preparatori atletici:

## Calciomercato

### Sessione estiva
| Acquisti | Acquisti          | Acquisti   | Acquisti |
| R.       | Nome              | da         | Modalità |
| -------- | ----------------- | ---------- | -------- |
| P        | Georg Koch        | PSV        |          |
| C        | Karim Bagheri     | Persepolis |          |
| A        | Ali Daei          | Al-Sadd    |          |
| D        | Bernd Eigner      | St. Pauli  |          |
| D        | Hayden Foxe       | Ajax       |          |
| C        | Michael Sternkopf | Friburgo   |          |

| Cessioni | Cessioni             | Cessioni        | Cessioni |
| R.       | Nome                 | a               | Modalità |
| -------- | -------------------- | --------------- | -------- |
| D        | Ralf Voigt           | Meppen          |          |
| D        | Geirmund Brendesæter | Brann           |          |
| P        | Danny Milošević      | Preußen Münster |          |
| D        | Michael Molata       | Amburgo         |          |
| D        | Peter Quallo         | RW Oberhausen   |          |
| A        | Fritz Walter         | Ulma            |          |

### Sessione invernale
| Acquisti | Acquisti         | Acquisti         | Acquisti |
| R.       | Nome             | da               | Modalità |
| -------- | ---------------- | ---------------- | -------- |
| D        | Adalbert Zafirov | CSKA Sofia       |          |
| C        | René Rydlewicz   | Bayer Leverkusen |          |

| Cessioni | Cessioni       | Cessioni    | Cessioni |
| R.       | Nome           | a           | Modalità |
| -------- | -------------- | ----------- | -------- |
| D        | Bernd Eigner   | Hannover 96 |          |
| A        | Josef Ivanović | Meppen      |          |

## Risultati

### Bundesliga

#### Girone di andata
| Arbitro: | Zerr |

|          |           |  |
| Wosz 80’ | Marcatori |  |

| Arbitro: | Kemmling |

|                        |           |               |
| Daei 70’ Sternkopf 82’ | Marcatori | 43’ Akpoborie |

| Arbitro: | Berg |

|                                     |           |                  |
| Häßler 26’ (rig.) Schepens 78’, 88’ | Marcatori | 67’ (aut.) Reich |

| Arbitro: | Weber |

|                             |           |  |
| Maul 10’ Daei 50’ Kuntz 88’ | Marcatori |  |

| Arbitro: | Koop |

|             |           |  |
| Winkler 68’ | Marcatori |  |

| Arbitro: | Dardenne |

|  |           |           |
|  | Marcatori | 40’ Majak |

| Arbitro: | Wack |

|                            |           |                    |
| Kuntz 12’ (rig.) Fuchs 79’ | Marcatori | 43’ (rig.) Kirsten |

| Arbitro: | Merk |

|                              |           |           |
| Zeyer 32’ (rig.) Wolters 38’ | Marcatori | 88’ Kuntz |

| Arbitro: | Aust |

|                                         |           |          |
| Ricken 66’ (aut.) Kuntz 80’ Stratos 89’ | Marcatori | 70’ Zorc |

| Arbitro: | Wagner |

|                            |           |           |
| Rische 18’, 66’ Kadlec 32’ | Marcatori | 38’ Kuntz |

| Arbitro: | Fandel |

|                            |           |            |
| Reeb 2’ Reina 32’ Daei 90’ | Marcatori | 7’ Paßlack |

| Arbitro: | Zerr |

|                            |           |  |
| Stevanović 27’ Greiner 67’ | Marcatori |  |

| Arbitro: | Strampe |

|  |           |                                            |
|  | Marcatori | 37’ Dembiński 50’ Schnoor 60’ Salihamidžić |

| Arbitro: | Kemmling |

|           |           |  |
| Élber 24’ | Marcatori |  |

| Arbitro: | Merk |

|                  |           |                                   |
| Kuntz 37’ (rig.) | Marcatori | 60’ Preetz 63’ Schmidt 90’ Rekdal |

| Arbitro: | Albrecht |

|                                         |           |                                       |
| Tretschok 13’ Baumann 20’ Gaißmayer 63’ | Marcatori | 7’ Reeb 10’, 47’, 90’ Kuntz 82’ Reina |

| Arbitro: | Weber |

|           |           |         |
| Reina 70’ | Marcatori | 82’ Max |

#### Girone di ritorno
| Arbitro: | Koop |

|  |           |                    |
|  | Marcatori | 70’ Mamić 86’ Wosz |

| Arbitro: | Aust |

|             |           |  |
| Balăkov 81’ | Marcatori |  |

| Arbitro: | Fröhlich |

|                      |           |           |
| Bagheri 58’ Daei 88’ | Marcatori | 36’ Reich |

| Arbitro: | Jansen |

|                      |           |             |
| Maksimov 37’ Flo 79’ | Marcatori | 24’ Bagheri |

| Arbitro: | Weber |

|               |           |              |
| Rydlewicz 63’ | Marcatori | 87’ Agostino |

| Arbitro: | Wack |

|                        |           |             |
| Barbarez 12’ Pamić 83’ | Marcatori | 73’ Meißner |

| Leverkusen 28 febbraio 1998, ore 15:30 CET 24ª giornata | Bayer Leverkusen | 0 – 0 referto | Arminia Bielefeld | Ulrich-Haberland-Stadion (22 500 spett.)\| Arbitro: \| Merk \| |
| Arbitro:                                                | Merk             |               |                   |                                                                |

| Arbitro: | Heynemann |

|                               |           |                            |
| Meißner 6’ Reina 69’ Daei 83’ | Marcatori | 65’ Wolters 74’, 88’ Salou |

| Arbitro: | Fandel |

|                                  |           |                       |
| Chapuisat 26’ Schneider 63’, 86’ | Marcatori | 86’ Kuntz 90’ Bagheri |

| Mönchengladbach 28 marzo 1998, ore 15:30 CET 28ª giornata | Borussia M'gladbach | 0 – 0 referto | Arminia Bielefeld | Bökelbergstadion (30 200 spett.)\| Arbitro: \| Albrecht \| |
| Arbitro:                                                  | Albrecht            |               |                   |                                                            |

| Arbitro: | Steinborn |

|  |           |               |
|  | Marcatori | 85’ Kovačević |

| Arbitro: | Dardenne |

|                         |           |  |
| Spörl 28’ Dembiński 89’ | Marcatori |  |

| Arbitro: | Zerr |

|                                                      |           |                                                  |
| Maas 2’ Sternkopf 40’ Stratos 74’ Kuffour 82’ (aut.) | Marcatori | 27’ Tarnat 34’ Babbel 45’ Nerlinger 89’ Matthäus |

| Arbitro: | Jansen |

|                |           |           |
| Sverrisson 78’ | Marcatori | 18’ Kuntz |

| Arbitro: | Strampe |

|               |           |                          |
| Daei 35’, 64’ | Marcatori | 24’ Marschall 87’ Rische |

| Arbitro: | Buchhart |

|                |           |              |
| Fuchs 55’, 75’ | Marcatori | 16’ Munteanu |

| Arbitro: | Merk |

|                                      |           |            |
| van Hoogdalem 44’ (rig.), 77’ (rig.) | Marcatori | 14’ Gerber |

### Coppa di Germania
| Arbitro: | Wack |

|  |           |                                  |
|  | Marcatori | 18’, 50’ Breitkreutz 90’ Meißner |

| Arbitro: | Steinborn |

|                                 |                      |                                         |
| Schroth 28’ Häßler 56’ (rig.)   | Marcatori            | 9’ Kuntz 86’ Meißner                    |
| Metz Gilewicz Kolinger Schepens | Tiri di rigore 2 – 4 | Breitkreutz Stratos Meißner Fuchs Kuntz |

| Arbitro: | Berg |

|                                |                      |                                         |
| Kirsten 28’                    | Marcatori            | 72’ Reeb                                |
| Beinlich Heintze Feldhoff Rink | Tiri di rigore 4 – 3 | Breitkreutz Meißner Fuchs Ivanović Koch |

## Statistiche

### Statistiche di squadra
| Competizione      | Punti | In casa | In casa | In casa | In casa | In casa | In casa | In trasferta | In trasferta | In trasferta | In trasferta | In trasferta | In trasferta | Totale | Totale | Totale | Totale | Totale | Totale | DR  |
| Competizione      | Punti | G       | V       | N       | P       | Gf      | Gs      | G            | V            | N            | P            | Gf           | Gs           | G      | V      | N      | P      | Gf     | Gs     | DR  |
| ----------------- | ----- | ------- | ------- | ------- | ------- | ------- | ------- | ------------ | ------------ | ------------ | ------------ | ------------ | ------------ | ------ | ------ | ------ | ------ | ------ | ------ | --- |
| Bundesliga        | 32    | 17      | 7       | 5       | 5       | 29      | 27      | 17           | 1            | 3            | 13           | 14           | 29           | 34     | 8      | 8      | 18     | 43     | 56     | -13 |
| Coppa di Germania | -     | 0       | 0       | 0       | 0       | 0       | 0       | 3            | 1            | 2            | 0            | 6            | 3            | 3      | 1      | 2      | 0      | 6      | 3      | +3  |
| Totale            | 32    | 17      | 7       | 5       | 5       | 29      | 27      | 20           | 2            | 5            | 13           | 20           | 32           | 37     | 9      | 10     | 18     | 49     | 59     | -10 |

### Andamento in campionato
| Giornata  | 1  | 2 | 3  | 4  | 5  | 6  | 7 | 8  | 9 | 10 | 11 | 12 | 13 | 14 | 15 | 16 | 17 | 18 | 19 | 20 | 21 | 22 | 23 | 24 | 25 | 26 | 27 | 28 | 29 | 30 | 31 | 32 | 33 | 34 |
| --------- | -- | - | -- | -- | -- | -- | - | -- | - | -- | -- | -- | -- | -- | -- | -- | -- | -- | -- | -- | -- | -- | -- | -- | -- | -- | -- | -- | -- | -- | -- | -- | -- | -- |
| Luogo     | T  | C | T  | C  | T  | C  | C | T  | C | T  | C  | T  | C  | T  | C  | T  | C  | C  | T  | C  | T  | C  | T  | T  | C  | T  | T  | C  | T  | C  | T  | C  | C  | T  |
| Risultato | P  | V | P  | V  | P  | P  | V | P  | V | P  | V  | P  | P  | P  | P  | V  | N  | P  | P  | V  | P  | N  | P  | N  | N  | P  | N  | P  | P  | N  | N  | N  | V  | P  |
| Posizione | 15 | 8 | 15 | 10 | 14 | 15 | 9 | 13 | 8 | 12 | 9  | 11 | 13 | 15 | 17 | 15 | 14 | 16 | 18 | 14 | 16 | 14 | 16 | 17 | 18 | 18 | 18 | 18 | 18 | 18 | 18 | 18 | 18 | 18 |

Legenda:

Luogo: C = Casa; T = Trasferta. Risultato: V = Vittoria; N = Pareggio; P = Sconfitta.

### Statistiche dei giocatori
| Giocatore      | Bundesliga | Bundesliga | Bundesliga  | Bundesliga | Coppa di Germania | Coppa di Germania | Coppa di Germania | Coppa di Germania | Totale   | Totale | Totale      | Totale     |
| Giocatore      | Presenze   | Reti       | Ammonizioni | Espulsioni | Presenze          | Reti              | Ammonizioni       | Espulsioni        | Presenze | Reti   | Ammonizioni | Espulsioni |
| -------------- | ---------- | ---------- | ----------- | ---------- | ----------------- | ----------------- | ----------------- | ----------------- | -------- | ------ | ----------- | ---------- |
| C. Alder       | 7          | 0          | 1           | 0          | 1                 | 0                 | 0                 | 0                 | 8        | 0      | 1           | 0          |
| K. Bagheri     | 18         | 3          | 6           | 0          | 0                 | 0                 | 0                 | 0                 | 18       | 3      | 6           | 0          |
| J. Bode        | 25         | 0          | 0           | 0          | 3                 | 0                 | 0                 | 0                 | 28       | 0      | 0           | 0          |
| M. Breitkreutz | 19         | 0          | 0           | 0          | 3                 | 2                 | 0                 | 0                 | 22       | 2      | 0           | 0          |
| K. Bremke      | 6          | 0          | 2           | 0          | 0                 | 0                 | 0                 | 0                 | 6        | 0      | 2           | 0          |
| A. Daei        | 25         | 7          | 5           | 0          | 1                 | 0                 | 0                 | 0                 | 26       | 7      | 5           | 0          |
| B. Eigner      | 0          | 0          | 0           | 0          | 1                 | 0                 | 0                 | 0                 | 1        | 0      | 0           | 0          |
| H. Foxe        | 1          | 0          | 0           | 0          | 0                 | 0                 | 0                 | 0                 | 1        | 0      | 0           | 0          |
| U. Fuchs       | 10         | 3          | 3           | 0          | 2                 | 0                 | 1                 | 0                 | 12       | 3      | 4           | 0          |
| H. Gerber      | 28         | 1          | 4           | 0          | 3                 | 0                 | 1                 | 0                 | 31       | 1      | 5           | 0          |
| F. Gößling     | 0          | 0          | 0           | 0          | 0                 | 0                 | 0                 | 0                 | 0        | 0      | 0           | 0          |
| J. Ivanović    | 6          | 0          | 1           | 0          | 1                 | 0                 | 0                 | 0                 | 7        | 0      | 1           | 0          |
| G. Koch        | 22         | 0          | 1           | 0          | 1                 | 0                 | 0                 | 0                 | 23       | 0      | 1           | 0          |
| S. Kuntz       | 32         | 11         | 6           | 0          | 2                 | 1                 | 0                 | 0                 | 34       | 12     | 6           | 0          |
| R. Maas        | 24         | 1          | 7           | 1          | 1                 | 0                 | 1                 | 0                 | 25       | 1      | 8           | 1          |
| R. Maul        | 18         | 1          | 1           | 0          | 2                 | 0                 | 1                 | 0                 | 20       | 1      | 2           | 0          |
| S. Meißner     | 26         | 2          | 7           | 0          | 3                 | 2                 | 0                 | 0                 | 29       | 4      | 7           | 0          |
| Z. Miletić     | 14         | 0          | 0           | 0          | 2                 | 0                 | 0                 | 0                 | 16       | 0      | 0           | 0          |
| J. Reeb        | 33         | 2          | 5           | 0          | 3                 | 1                 | 1                 | 0                 | 36       | 3      | 6           | 0          |
| G. Reina       | 34         | 4          | 3           | 0          | 3                 | 0                 | 2                 | 0                 | 37       | 4      | 5           | 0          |
| R. Rydlewicz   | 12         | 1          | 0           | 1          | 0                 | 0                 | 0                 | 0                 | 12       | 1      | 0           | 1          |
| G. Schäfer     | 20         | 0          | 5           | 0          | 3                 | 0                 | 1                 | 0                 | 23       | 0      | 6           | 0          |
| S. Silooy      | 17         | 0          | 8           | 0          | 2                 | 0                 | 0                 | 0                 | 19       | 0      | 8           | 0          |
| J. Stenzel     | 0          | 0          | 0           | 0          | 0                 | 0                 | 0                 | 0                 | 0        | 0      | 0           | 0          |
| M. Sternkopf   | 26         | 2          | 4           | 1          | 1                 | 0                 | 1                 | 0                 | 27       | 2      | 5           | 1          |
| T. Stratos     | 31         | 2          | 8           | 0          | 3                 | 0                 | 0                 | 0                 | 34       | 2      | 8           | 0          |
| A. Zafirov     | 10         | 0          | 1           | 1          | 0                 | 0                 | 0                 | 0                 | 10       | 0      | 1           | 1          |
| T. von Heesen  | 0          | 0          | 0           | 0          | 0                 | 0                 | 0                 | 0                 | 0        | 0      | 0           | 0          |